# 렙토케라톱스
렙토케라톱스 (Leptoceratops)('작은 뿔 달린 얼굴'이라는 의미로 '작다'는 의미의 그리스어 렙토 lepto-/λεπτο- 와 '뿔'이라는 의미의 케라토 cerat-/κερατ-, 그리고 '얼굴'이라는 의미의 옵스 -ops/ωψ에서 온 단어)는 트리케라톱스와 동시대인 백악기 후기에 (마스트리히트절 후기, 6680만년에서 6600만년 전) 지금의 북아메리카 서부에 살던 원시적인 각룡류 공룡의 속이다. 렙토케라톱스의 두개골은 캐나다 앨버타 주와 미국의 와이오밍 주에서 발견되었다. 렙토케라톱스는 아마 두 다리로 서서 달릴 수 있었을 것이다. 앞다리의 형태를 분석해본 결과 앞발을 내전(pronate)시킬 수는 없었겠지만 네 다리로도 걸을 수 있었을 것으로 보인다. 렙토케라톱스의 몸길이는 약 2 미터, 몸무게는 68에서 200 kg 사이였을 것이다.

## 발견과 종

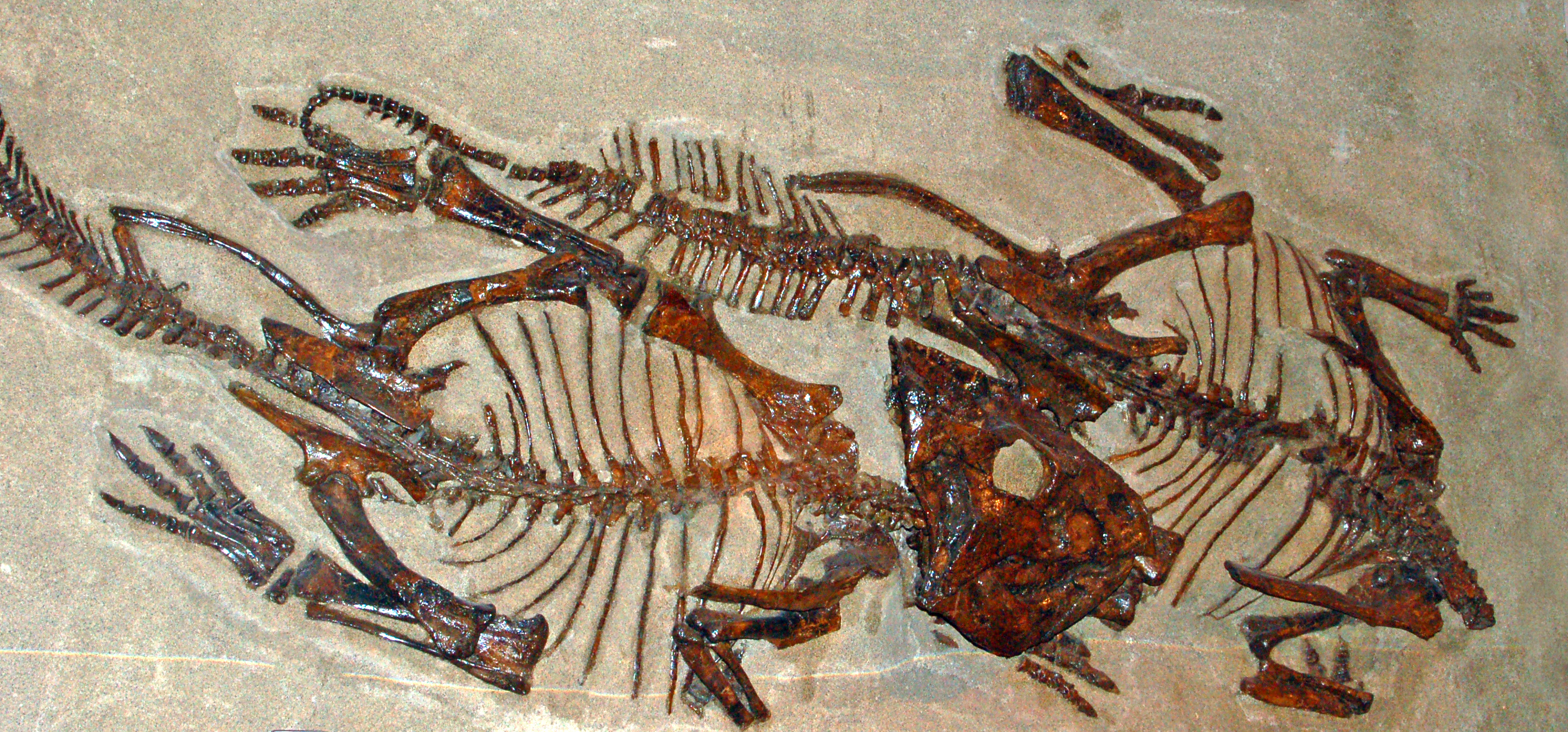
오타와의 캐나다 자연박물관에 전시된 렙토케라톱스 화석

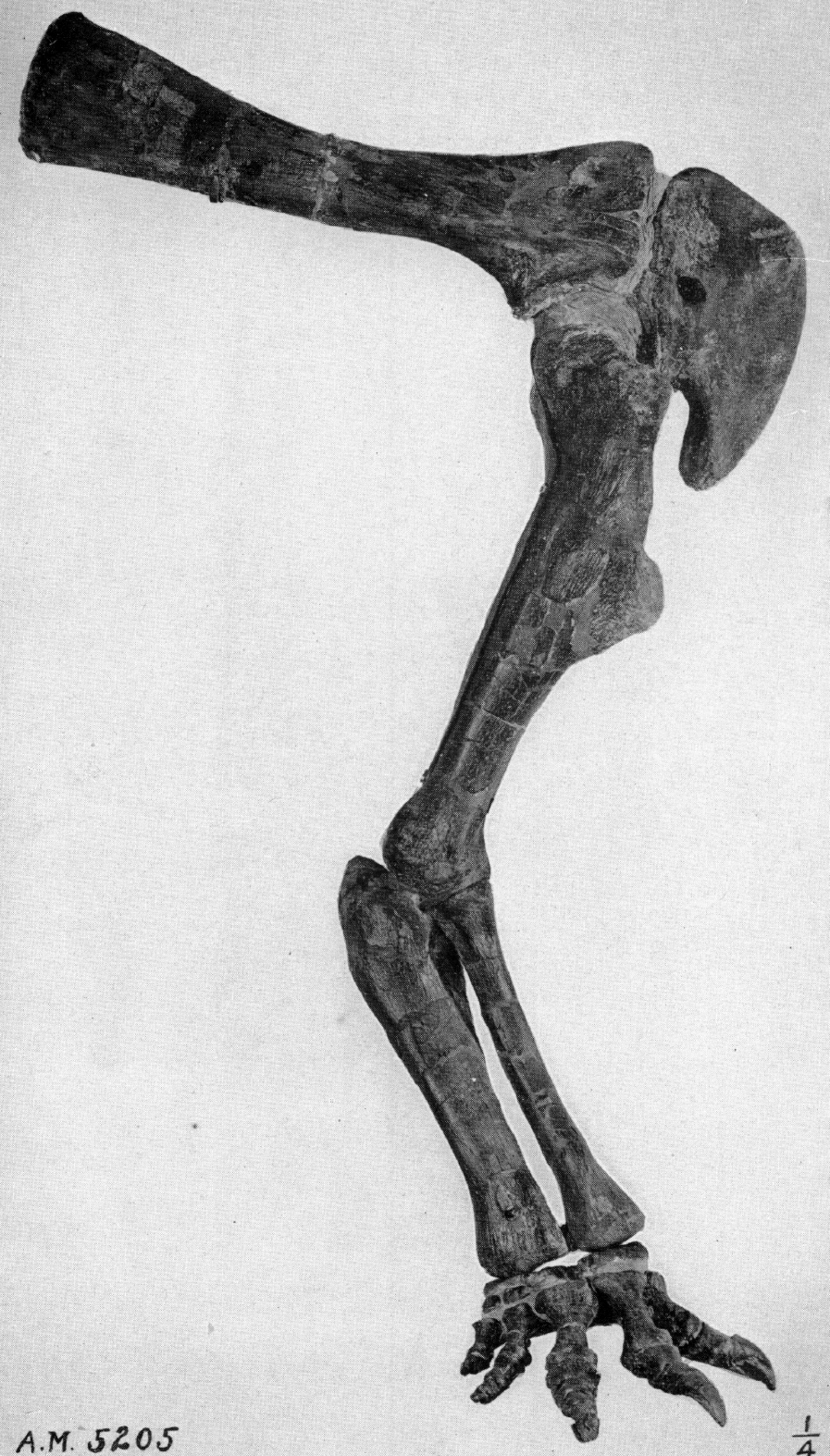
렙토케라톱스 그라킬리스의 앞다리

렙토케라톱스라고 최초로 명명된 소형 각룡은 1910년에 바넘 브라운이 캐나다 앨버타의 레드 디어 계곡에서 처음 발견했고 4년 후에 보고되었다. 최초의 표본은 두개골의 일부가 없었으나 이후 1947년에 찰스 M. 스턴버그가 몸 전체가 보존된 표본 하나를 포함하여 상태가 좋은 화석들을 찾아냈다. 1978년에 와이오밍 북부의 빅혼 분지에서도 화석이 발견되었다.
모식종은 렙토케라톱스 그라킬리스 (Leptoceratops gracilis) 다. 1942년에 몬태나에서 발견된 표본은 렙토케라톱스 케로린코스 (Leptoceratops cerorhynchos) 로 명명되었으나 후에 몬타노케라톱스로 재명명되었다.

## 분류
렙토케라톱스는 백악기에 북아메리카와 아시아에서 번성했던 앵무새 같은 부리를 가진 초식성 공룡 그룹인 각룡류에 속한다. 예전에는 프로토케라톱스과와 함께 묶였으나 지금은 우다노케라톱스, 프레노케라톱스 등과 함께 독립된 렙토케라톱스과로 분류된다. 렙토케라톱스와 케라톱스과 공룡과의 관계는 분명하지 않다. 대부분의 연구들은 렙토케라톱스를 프로토케라톱스과 및 케라톱스과의 외부에 놓고 있지만 어떤 연구는 렙토케라톱스를 케로톱스과와 함께 묶고 있다. 전상악골에 이빨이 없다는 것이 이 분류를 지지하는 특징이다.

## 식성

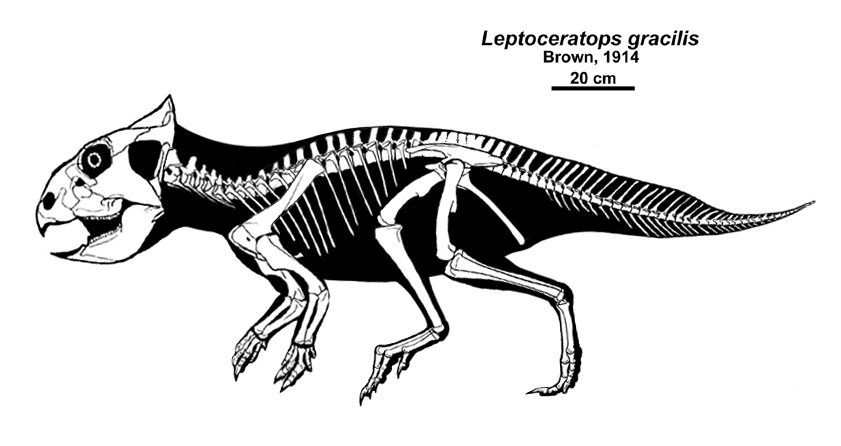
골격 복원도

렙토케라톱스는 다른 각룡류와 마찬가지로 초식성이었을 것이다. 턱은 상대적으로 짧고 깊으며 턱근육은 아마도 넓은 두정방형골(parietosquaosal)로 이루어진 프릴에 부착되어 있어 무는 힘이 강했을 것이다. 하악골의 이빨은 특이하게 두 개의 마모면을 가지고 있는데 수직 마모면은 상악골의 이빨이 치관을 지나 음식물을 자르는 데 이용되었고 수평마모면은 상악골의 이빨과 하악골의 이빨이 음식을 부수는 데 이용되었을 것이다. 이것을 보면 렙토케라톱스가 이빨로 음식물을 자르기오 하고 부수기도 했다는 것을 알 수 있다. 자르고 부수는 것이 가능한 이빨과 강력한 턱을 가지고 있던 렙토케라톱스는 매우 거친 식물도 씹을 수 있었을 것이다. 몸집이 작고 네 다리로 걸어다녔다는 것을 감안하면 렙토케라톱스는 낮게 위치한 식물을 먹고 살았을 것이다. 이 시기에 다양한 속씨식물들이 있었지만 양치류와 침엽수도 흔했다.